# Viscacha
O termo viscacha é a designação comum aos pequenos roedores sul-americanos dos gênero Lagostomus e Lagidium, pertencentes à mesma família das chinchilas.
Parecem com coelhos com o rabo grande, são muito ágeis.
Pode parecer um primo distante e extravagante do coelho, mas na realidade os vizcachas estão mais relacionados com as chinchilas.
Vivem no deserto do Atacama.